# Антони Делон
Антони Делон (на френски: Anthony Delon) е френски актьор от американски произход. Той има двойно гражданство – френско и американско.

## Биография
Роден е на 30 септември 1964 г. в Лос Анджелис, САЩ. Антони живее там до навършване на 1-вата си година, след което неговото семейство се завръща отново във Франция. Произлиза от филмов клан – баща му е известният френски актьор Ален Делон, майка му Натали Делон също е актриса.
Актьорския си дебют прави през 1986 г. във филма „Шип в сърцето“, където изпълнява главната роля. Тогава Антони е едва 22-годишен. В началото на 1980-те години има връзка с принцеса Стефани Монакска.
Изучава и практикува религията будизъм, която му носи спокойствие, разбиране и търпение към хората. Антони има 2 дъщери – Лу (родена през 1996 г.) и Лив (родена на 25 август 2001 г.) от дългогодишната си приятелка Софи Клерико.
Антони има и още 1 дъщеря. Родената на 4 септември 1986 г. Алисън, която изключително много прилича и на дядо си и баща си, всъщност е тайнственото и незаконно дете на Антъни Делон от връзката му с танцьорката от „Crazy Horse“ Мари Хелен льо Борж.

## Частична филмография
- 1986 „Шип в сърцето“
- 1986 „Хроника на една предизвестена смърт“
- 1990 „La femme fardée“
- 1992 „Sup de fric“
- 1992 „Непознат в нощта“
- 1997 „Бих ли те излъгал“, също и като „Да пукна, ако лъжа“
- 2000 „Арабският принц“
- 2001 „Jeu de cons“
- 2007 „Танцувай с него“